# Joelinton
Joelinton Cassio Apolinário de Lira (Aliança, 14 d'agost de 1996), conegut simplement com a Joelinton, és un futbolista brasiler que juga de davanter centre al Newcastle United. Format a les categories inferiors del Sport Recife, també ha jugat pel Hoffenheim i el Rapid Wien, fitxant pel Newcastle a l'estiu de 2019.